# Prefektura apostolska Suixian
Prefektura apostolska Suixian (łac. Praefectura Apostolica Suihsienensis, chiń. 天主教随县监牧区) – rzymskokatolicka prefektura apostolska ze stolicą w Suixianie, w prefekturze miejskiej Suizhou, w prowincji Hubei, w Chińskiej Republice Ludowej.

## Historia
17 czerwca 1937 z mocy decyzji Piusa XI wyrażonej w bulli Quo christiani erygowano prefekturę apostolską Suixian. Dotychczas wierni z tych terenów należeli do wikariatu apostolskiego Hankou (obecnie archidiecezja Hankou).
Od zwycięstwa komunistów w chińskiej wojnie domowej w 1949 prefektura apostolska, podobnie jak cały prześladowany Kościół katolicki w Chinach, nie może normalnie działać. Prefekt apostolski o. Patrick Maurice Connaughton OFM zrezygnował z urzędu w marcu 1951. Administratorem apostolskim prefektury został wtedy mianowany chiński ksiądz Dominic Chen Temien OFM. Źródła milczą na temat jego dalszych losów.
Patriotyczne Stowarzyszenie Katolików Chińskich zlikwidowało prefekturę apostolską Suixian włączając ją do diecezji Xiangyang. Zostało to dokonane bez mandatu Stolicy Świętej, więc z kościelnego punktu widzenia działania te były nielegalne.
Brak jest informacji o jakimkolwiek prefekcie apostolskim z Kościoła podziemnego. Patriotyczne Stowarzyszenie Katolików Chińskich nigdy nie mianowało swojego ordynariusza w Suixianie.

## Prefekci apostolscy
- o. Patrick Maurice Connaughton OFM[a] (1937 – 1951)
- sede vacante (być może urząd prefekta sprawowali duchowni Kościoła podziemnego) (1951 - nadal)
  - o. Dominic Chen Temien OFM (1951 – przed 1981) administrator apostolski